# Opération défensive stratégique de Léningrad
Front de l'Est de la Seconde Guerre mondiale
Batailles
Phase 1
- Brest-Litovsk
- Białystok–Minsk
- Pays baltes
- Raseiniai
- Brody
- Bessarabie et Bucovine du Nord
- Moguilev

Phase 2
- Smolensk
  - Roslavl-Novozybkov (en)
- Avance sur Léningrad

Phase 3
- Ouman
- Odessa
- 1re Kiev
- Tallinn
- Petrikovka (en)
- Ielnia
- Léningrad
- Mer d'Azov (en)

Phase 4
- 1re Kharkov
- Beowulf
- Donbass-Rostov (en)
- Briansk (en)
- 1re Crimée
  - Sébastopol
- Tikhvine
- 1re Rostov
- Gorki
- Moscou

L'opération défensive stratégique de Léningrad est le terme dans l'historiographie soviétique désignant les opérations défensives menées dans la zone au sud de Léningrad par l'Armée rouge et la marine soviétique du 10 juillet au 30 septembre 1941, pendant la Seconde Guerre mondiale. Les opérations suivantes sont considérées comme faisant partie de l’opération stratégique :
Défense de Kingissepp – Louga (ru) du 10 juillet au 30 septembre 1941
Offensive Soltsy–Dno (ru) du 14 au 18 juillet 1941
Défense de Tallinn du 5 au 28 août 1941
Offensive Staraïa Roussa (ru) du 12 au 25 août 1941
Défense de Demiansk (ru) du 6 au 26 septembre 1941

## Positions des forces allemandes au début de l'opération

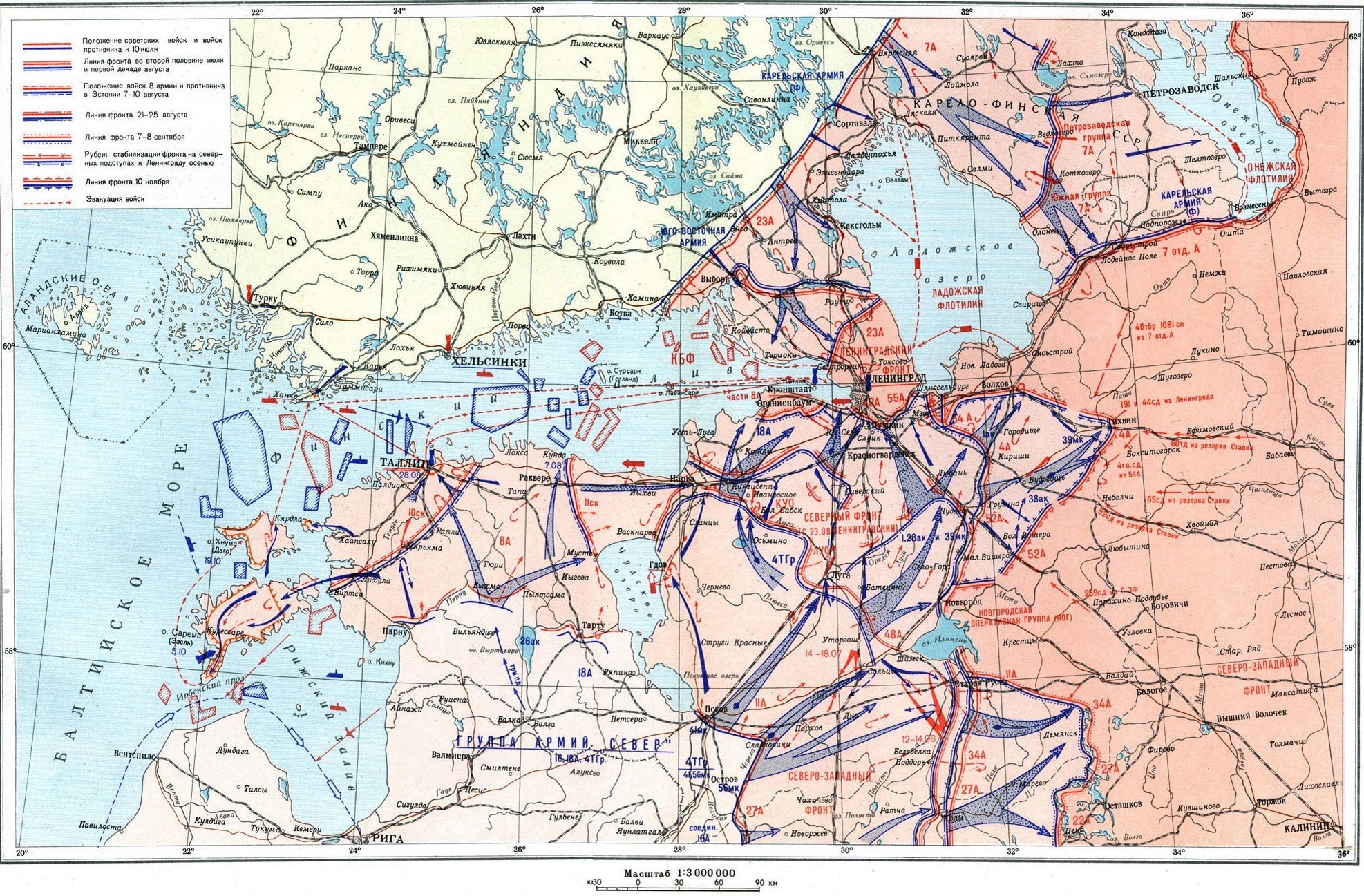
Combats des troupes soviétiques en périphérie de Léningrad du 10 juillet au 10 novembre 1941.

Après le début de l'opération Barbarossa le 22 juin 1941, le groupe d'armées Nord allemand, composé de la 18e armée, du 4e groupe blindé et de la 16e armée, avait réalisé une avancée spectaculaire à travers les États baltes.
En deux semaines et demie, la Lituanie et la Lettonie sont envahies et le 9 juillet, la 4e Panzerarmee atteint Pskov en Russie et la rive sud du lac Peïpous, avec un saillant au nord-est en direction de Slavkovitch. Sur le flanc gauche du saillant se trouvent le XXXXIe corps motorisé et sur le flanc droit le LVIe corps motorisé.
La 18e armée allemande avance le long de la côte et poursuit la 8e armée soviétique depuis sa position à la frontière. La 8e armée parvient à rompre le contact et à établir de nouvelles lignes défensives plus à l'arrière des frontières d'avant-guerre. Le 10 juillet, la 18e armée allemande, aidée par les Frères de la forêt locaux, entre dans le sud de l'Estonie et occupe des positions au nord de la ville de Pärnu, le long du fleuve Pärnu à travers le district de Võhma, puis au sud-est jusqu'à Tartu et le lac Peïpous.
La 16e armée allemande se trouve alors sur le flanc sud du groupe d'armées, autour de la rivière Velikaïa et à l'ouest de Novorjev. L'infanterie de la 16e armée était en retard sur la 4e Panzerarmee en raison de la différence de vitesse, mais aussi car sollicitée pour soutenir le groupe d'armées Centre sur son flanc droit.

## Zone couverte pendant l'opération

### Territoire
La campagne est menée dans la zone située au nord-ouest de la région de Kalinine jusqu'à la mer Baltique. Au nord, la ligne terrestre d'opérations est limitée aux rives du golfe de Finlande, au nord du golfe, les troupes soviétiques sont engagées dans la défense stratégique Arctique-Carélie (ru) et dans la défense de la péninsule de Hanko. À l'est, les troupes allemandes ont atteint la rive sud du lac Ladoga, au sud le long de la rivière Kiricha jusqu'à Kirichi, puis au sud le long de la rivière Volkhov jusqu'à Novgorod (y compris la ville), puis le long de la rive ouest du lac Ilmen jusqu'à Staraïa Roussa, de là jusqu'à l'extrémité nord du lac Vella et depuis la limite ouest du lac jusqu'à la rive nord du lac Seliger jusqu'à la région à l'ouest de Peno. Au sud de la démarcation de la frontière opèrent les forces du groupe d'armées allemand Centre. La longueur du front de combat est d'environ 450 kilomètres et avance au total de 270 à 300 kilomètres en raison des retraits soviétiques.

## Contexte et plans opérationnels des forces impliquées

### Plans allemands
Le 10 juillet, il est décidé que la 4e Panzerarmee lancera une attaque sur deux fronts, sans attendre l'arrivée de l'infanterie plus lente.
Le XXXXIe corps de Georg-Hans Reinhardt devra attaquer vers la ville de Louga, tandis que le LVIe corps d'Erich von Manstein devra avancer vers le lac Ilmen dans un mouvement de flanc.

### Plans soviétiques

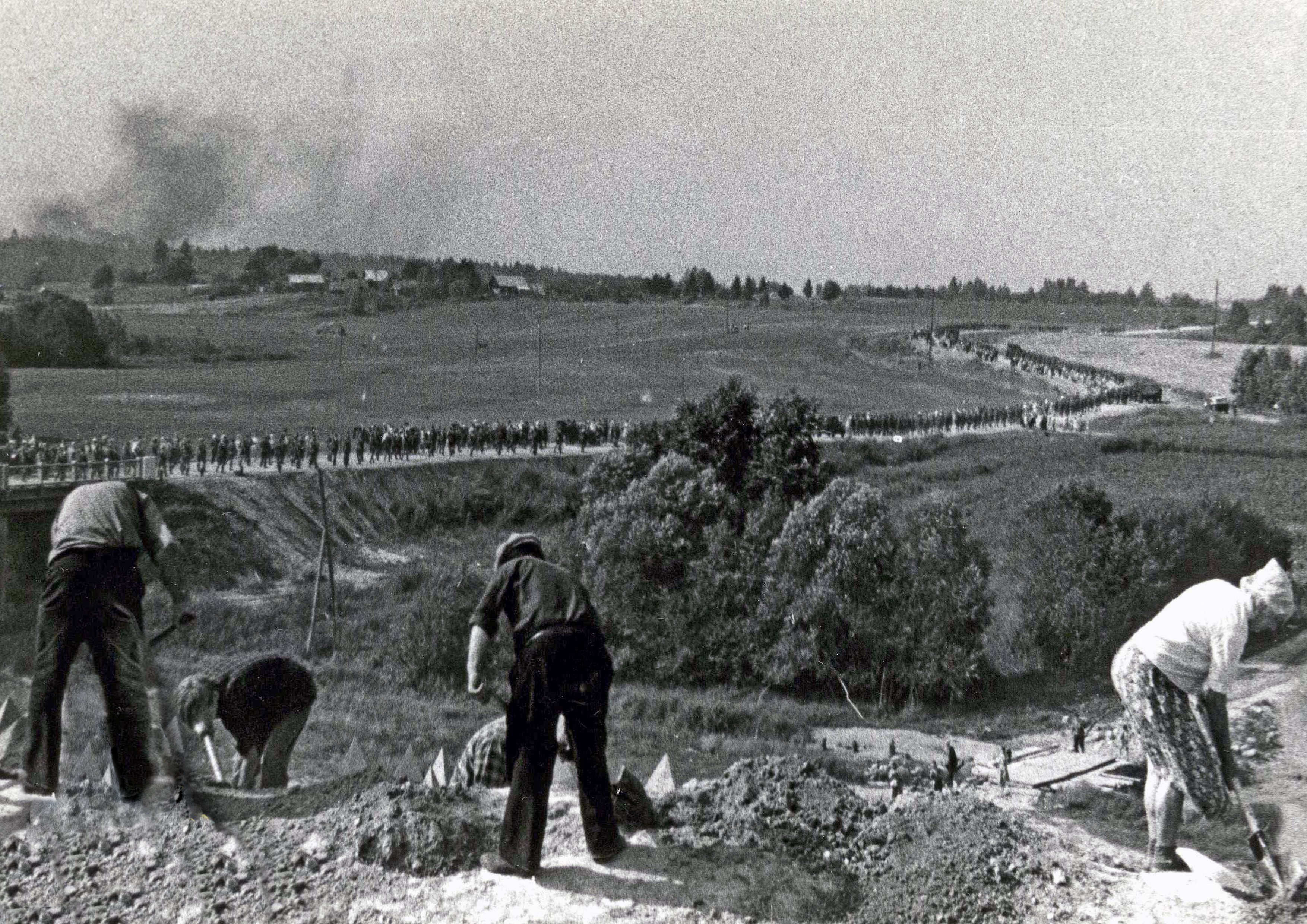
Civils travaillant sur la ligne défensive de Louga à l'été 1941.

Le 4 juillet, le général Gueorgui Joukov, chef d'état-major, donne au Conseil militaire du front nord des instructions pour défendre Léningrad. La ligne directrice prévoit la construction d'une ligne défensive entre Narva, Louga et Staraïa Roussa et son extension jusqu'à une profondeur de 10 à 15 km. Dès la fin juin, trois divisions de la milice populaire nationale sont recrutées à Léningrad et utilisées pour occuper la ligne Louga. Le 6 juillet, le général Konstantine Piaditchev est nommé commandant de la nouvelle ligne de défense le long du fleuve Louga et le Conseil militaire du front Nord décide de renforcer la section de Louga en transférant la 237e division de fusiliers de Petrozavodsk et les 21e (ru) et 24e divisions de chars (ru) du 10e corps mécanisé (en) de Carélie. La directive Stawka n° 260 du 7 juillet ordonne le transfert immédiat par le commandant du front nord des 70e et 177e divisions de fusiliers au commandant du front du Nord-Ouest.
Lorsque la percée allemande commence à émerger au sud du lac Peïpous, les troupes de la nouvelle ligne de défense sont regroupées le 6 juillet pour former le « groupe opérationnel de Louga » sous le commandement du général Konstantine Piaditchev. L'école d'infanterie de Leningrad (2 000 hommes), la milice de Kingissepp et l'école d'infanterie de Léningrad Gun and MG (1 900 hommes) se sont rapidement concentrées dans la zone à l'est de la ville de Narva. Une brigade distincte de fusiliers de montagne (5 800 hommes), recrutée à Leningrad, est désignée pour sécuriser la ligne de Louga. La ligne de défense définie s'étend sur près de 250 kilomètres depuis le golfe de Finlande le long des fleuves Louga, Mshaga, Chelon jusqu'au lac Ilmen.
Le « groupe opérationnel de Louga » est composé de 4 divisions de fusiliers : les 70e, 111e, 177e et 191e divisions de fusiliers ainsi que les 1re, 2e et 3e divisions de la milice nationale et le 41e corps de fusiliers avec les 90e, 235e et 118e divisions de fusiliers.

## Ordre de bataille
Les forces terrestres allemandes sont appuyées par la 1re flotte aérienne qui est renforcée par le VIIIe corps aérien au fur et à mesure de l'avancement de l'opération.

## Déroulement de l'opération

Avance allemande du 10 au 14 juillet 1941 et ligne soviétique Louga.

### Offensive du XXXXIecorps de blindés (10 - 14 juillet)
Le 10 juillet 1941, les unités avancées du groupe d'armées allemand Nord, brisant la ligne de la rivière Velikaïa, poursuivent leur attaque sur Léningrad. Le XXXXIe corps de blindés, sous le commandement de Georg-Hans Reinhardt et composé de deux divisions de Panzer, motorisées et d'infanterie et soutenues par des avions, repousse la 118e division de fusiliers à Gdov et les 90e et 111e divisions de fusiliers à Louga. Le 12 juillet, les troupes allemandes s’affrontent avec les unités de couverture de la ligne défensive de Louga dans la région de la rivière Plioussa et sont arrêtées au cours de combats acharnés. Incapable de contourner les troupes en défense sur les flancs en raison du terrain marécageux, Reinhardt quitte la 269e division d'infanterie à Louga et détourne les principales forces du XXXXIe corps de blindés vers le nord-ouest et, le 14 juillet, capture deux têtes de pont sur la rive droite du fleuve Louga près des villages d'Ivanovskoïe et de Bol'shoï Sabsk dans la région de Kingisepp. Les troupes allemandes sont arrêtées sur ces positions par les forces du groupe opérationnel de Louga et ne peuvent poursuivre l'offensive qu'un mois plus tard. Entre-temps, un grand fossé se créa entre les deux corps du 4e groupe de Panzer, désormais divisé en deux parties allant dans des directions différentes. En outre, la zone boisée et marécageuse de la région de Léningrad entrave sérieusement l'action indépendante des unités blindées.

### Offensive du LVIecorps de blindés (10 - 14 juillet)
Le 10 juillet, la 3e division motorisée du LVIe corps de blindés occupe la ville de Porkhov et poursuit l'offensive en direction de Dno. La 182e division de fusiliers soviétiques est déployée contre l'avancée, repousse avec succès deux attaques et inflige des pertes d'environ 400 soldats et officiers à la 3e division motorisée allemande. De plus, les artilleurs soviétiques détruisent ou endommagent 20 chars ennemis. Malgré cela, à la tombée de la nuit, les Allemands parviennent à avancer à l'est de Porkhov, gagnant trois kilomètres supplémentaires.
Le 12 juillet, la division SS Totenkopf est laissée sur place dans la région de Porkhov et la 3e division motorisée est dirigée le long d'une route secondaire au nord. La 8e Panzerdivision lance une attaque sur Chimsk, se déplaçant le long de la route sur la rive gauche de la rivière Chelon en direction de Novgorod. Les restes de la 3e division blindée du 1er corps mécanisé (ru) tentent de retenir l'offensive allemande, se retirant de ligne en ligne.
Le 14 juillet, les unités allemandes occupent Soltsy et atteignent la ligne de la rivière Mshaga. Bien que la reconnaissance aérienne allemande ait signalé une grande concentration de troupes soviétiques et de renforts venant du nord, la 8e Panzerdivision reçoit l'ordre de capturer le pont intact au-dessus de Mshaga.
Le 14 juillet, le flanc droit découvert du LVIe corps s'étant sur 70 km de long, tandis que son flanc gauche (également découvert) s'étant sur 40 km. Selon le commandement du corps, sa sécurité est assurée par sa rapidité, négligeant ainsi toute attaque ennemie.

### Contre-attaque soviétique: bataille de Soltsy (14 - 22 juillet)
Le commandement soviétique décide de profiter du fait que le LVIe corps de blindés est laissé sans couverture. Le commandant du front du Nord-Ouest, le major général Piotr Sobennikov, délivre le 13 juillet 1941 l'ordre n° 012 aux troupes de la 11e armée sous le commandement du lieutenant-général Vassili Morozov, renforcées par les formations du front nord (21e division de chars, 70e et 237e divisions de fusiliers), pour mener une contre-attaque et rétablir la situation dans la région de Soltsy.
Après approbation, dans la soirée du 13 juillet, le commandant des 11e et 27e armées reçoit la directive n°010 sur le début de la contre-attaque. L'élaboration du plan de contre-attaque a lieu sous la direction du chef d'état-major du front du Nord-Ouest Nikolaï Vatoutine. Il est basé sur les informations imprimées sur une carte secrète tombée entre les mains du commandement soviétique. Il marque la position des six divisions du groupe Panzer de Hoepner. Après avoir vérifié les données du renseignement, le quartier général du front du Nord-Ouest élabore un plan de contre-offensive.
Sur ordre du quartier général du front du Nord-Ouest, le commandant de la 11e armée soviétique créé deux groupes de forces pour contre-attaquer : le nord et le sud. Ils devront couper la force allemande ayant effectués une percée jusqu'à la rivière Mshaga. Depuis le groupe nord, deux divisions (la 21e division de chars et la 237e division de fusiliers) avancent depuis la ligne Gorodishche et Outorgosh en direction sud-ouest sur Baranovo et Sitnia, et la 70e division de fusiliers avance en direction sud, vers Soltsy. La 1re brigade séparée de fusiliers de montagne (1GSSR) a également attaqué Soltsy depuis l'est. Les divisions du groupe sud (le 183e de fusiliers de la 27e armée) devra avancer en direction du nord, jusqu'à Sitnia, et y rejoindre les unités du groupe nord.
Le 14 juillet 1941, avec le soutien de 235 avions, la 11e armée soviétique passe à l'offensive.
La contre-attaque soudaine des troupes soviétiques est une surprise totale pour le commandement allemand. La majeure partie de la 8e Panzerdivision allemande est encerclée. Dans le même temps, la 3e division d'infanterie motorisée allemande se trouve placée dans une position difficile.
Le 16 juillet, la 70e division de fusiliers (en) soviétique, sous le commandement du général de division Andreï Fediounine, occupe Soltsy. Le même jour, le commandant du front du Nord-Ouest ordonne aux armées du front d'achever la défaite de l'ennemi dans la région de Soltsy et, en tenant fermement la ligne occupée par le centre et le flanc gauche de la 27e armée, le reste des forces part à l'offensive.
Cependant, Manstein ordonne la contre-action appropriée : il retire ses troupes sur environ 40 km et se prépare à une défense totale. La plupart du LVIe corps de blindés réussit à sortir de l'encerclement et le 16 juillet, la division SS Totenkopf est transférée au contact du LVIe corps, qui rétablit la situation sur la rivière Chelon. Les Soviétiques lancent vague après vague des attaques contre les positions allemandes, mais sont repoussés avec de lourdes pertes.
La féroce contre-attaque soviétique a pour effet que le 19 juillet, l'ensemble du groupe d'armées allemand « Nord » suspend l'offensive vers Leningrad. La 8e Panzerdivision, qui a subi de lourdes pertes, se replie vers l'arrière. Le 16 juillet, le 1er corps d'armée est transféré dans la 4e Panzerarmee et le 18 juillet, il prend Dno au 22e corps de fusiliers. Soltsy est reprise le 22 juillet mais une attaque de la 21e division d'infanterie allemande sur Chimsk est repoussée.
Ce n'est que le 27 juillet que la situation sur la totalité du front entre Narva et le lac Ilmen se stabilise, le groupe d'armées Nord pouvant réfléchir à nouveau sur la poursuite de l'offensive contre Léningrad.

### Reprise de l'offensive allemande: bataille de Louga – Kingissepp (8 - 23 août)

L'Allemagne renouvelle son avance.

Le commandement allemand décide d'attendre l'arrivée du gros de la 18e armée du nord de l'Estonie et de la 16e armée de l'est de la Lettonie pour lancer une nouvelle offensive. Le 8 août, le LVIe corps de blindés attaque dans la région de Louga mais échoue à avancer contre de fortes positions défensives soviétiques.
Au même moment, le XXXXIe corps de blindés attaque dans la région de Kingissepp et obtient plus de succès. La 8e Panzerdivision est ajoutée au corps et après avoir vaincu la 1re division de chars soviétiques à Moloskovitchi, les divisions du XXXXIe corps atteignent la route de Kingissepp à Gatchina le 16 août. Le lendemain, la 1re division d'infanterie allemande conquiert Kingissepp, tandis que la 291e division d'infanterie occupe Narva par l'ouest et la 58e division d'infanterie par le sud. Pendant ce temps, les chars allemands commencent à contourner la ville de Louga sur des routes de campagne et forestières et atteignent la rivière Louga dans la zone située à 20-25 km au sud-est de Kingissepp. Sous la menace d'une coupure de Léningrad, le XXXVIIIe corps allemand contraint la 8e armée soviétique à se retirer sur le plateau de Koporskoïe le 18 août.
Plus à l'est, la 16e armée allemande a lancé son attaque vers Novgorod le 10 août. Précédé par d'intenses attaques aériennes du VIIIe corps aérien du général von Richthofen, le 1er corps d'armée allemand (général d'infanterie Kuno-Hans von Both) attaque directement Novgorod avec les 11e et 21e divisions d'infanterie. Les positions défensives des troupes soviétiques pourront être percées. Le 14 août, la 21e division d'infanterie avance sur l'autoroute Novgorod-Louga et la 11e division d'infanterie s'approche de la ligne dans la même direction. Cela menace les lignes de liaison arrière des troupes soviétiques sur la ligne Louga. L'attaque allemande du 15 août échoua dans un premier temps, mais la résistance soviétique fut brisée par des attaques de bombardiers en piqué, qui incendièrent Novgorod en de nombreux endroits. Dans la soirée, la 21e division d'infanterie parvient à pénétrer dans la ville, en même temps que le 424e régiment de la 126e division d'infanterie. Le matin du 16 août, Novgorod est aux mains des Allemands et les régiments restants de la 21e division d'infanterie lancent une attaque sur Tchoudovo.
La 48e armée soviétique lance une contre-attaque pour reprendre Novgorod et la bataille pour la partie orientale de Novgorod dura jusqu'au 19 août. Un puissant soutien aérien assura finalement le succès des Allemands dans les batailles autour de Novgorod. Pendant l'affrontement, l'aile gauche du Ier corps allemand s'avance vers Tchoudovo. La 11e division d'infanterie sécurise désormais le flanc droit du corps sur la section Volkhov et la 21e division d'infanterie conquiert Tchoudovo le 20 août et y interrompt la voie ferrée. Le lendemain, plusieurs contre-attaques soviétiques contre des unités du Ier corps d'armée sont repoussées. Les objectifs de la 16e armée étaient atteints.
L'attaque du XXVIIIe corps d'armée allemand de la 16e armée débloque finalement le flanc gauche du groupe Louga du général Astanine. La division de police SS est également déplacée à 74 kilomètres au nord, sur la rive est de Louga, et prend d'assaut la ville de Louga depuis le sud-est le 24 août. Le 22 août, le général Astanine reçoit l'ordre de replier ses unités derrière la voie ferrée vers Gatchina (Krasnogvardeïsk), mais il est trop tard. Les 70e, 90e, 111e, 177e et 235e divisions de fusiliers soviétiques, les 1re et 3e divisions de milice, la 24e division blindée sont piégées dans la « poche de Louga ». L'encerclement est complété au nord par le XXXXIe corps de blindés, au sud par le Le corps d'armée et à l'est par le XXVIIIe corps d'armée. La lutte dans la poche de Louga se poursuit jusqu'à la mi-septembre 1941 et certaines unités parviennent à s'enfuir vers l'est.

### Contre-offensive soviétique de Staraïa Roussa (12 - 25 août)
Pendant ce temps, sur l'aile sud, les Soviétiques planifient leur propre offensive dans le cadre de ce qui deviendra connu sous le nom d'offensive Staraïa Roussa. Le plan prévoit une attaque de la 48e armée soviétique nouvellement formée depuis la région de Novgorod le long de la rive nord-ouest du lac Ilmen, tandis que la 34e armée nouvellement formée, soutenue par les 11e et 27e armées, attaquera au sud du lac Ilmen. Les Soviétiques engagent 8 divisions de fusiliers, un corps de cavalerie et une division de chars pour l'offensive, dans le but de reprendre Staraïa Roussa et Dno et de détruire le Xe corps d'infanterie de la 16e armée. L'offensive commence le 12 août et menace immédiatement de submerger et de piéger le Xe corps d'infanterie contre le lac Ilmen.
Le commandant en chef du groupe d'armées allemand Nord, von Leeb, est contraint de transférer la 3e division SS Totenkopf dans la zone de l'offensive soviétique, elle est bientôt suivie par la 3e division motorisée et le LVIe corps de blindés d'Erich von Manstein, déjà fortement engagé à Louga. Le 8e corps aérien de von Richthofen participe également à repousser la contre-attaque soviétique. Le 19 août, l'attaque du LVIe corps prend par surprise la 34e armée sur le flanc. La 34e armée est gravement atteinte et tente de se retirer. Le 22 août, le LVIe corps atteint la rivière Lovat après avoir capturé 12 000 hommes de la 34e armée en retraite.
À la suite de l'offensive infructueuse, le commandant du front du Nord-Ouest, le général de division Piotr Sobennikov, est démis de ses fonctions et condamné à 5 ans de prison. Le commandant de la 34e armée, le général de division Kouzma Kachanov, est arrêté le 12 septembre, jugé pour lâcheté et exécuté le 29 septembre.
Le 28 août, Tallinn tombe après un siège de 3 semaines et la flotte soviétique de la Baltique évacue la ville. Les Allemands avaient conquis l'Estonie et une large bande de la Russie occidentale jusqu'aux rives sud du golfe de Finlande, même si certains points forts de la défense soviétique résistaient.

### Encerclement de Léningrad (25 août - 21 septembre)

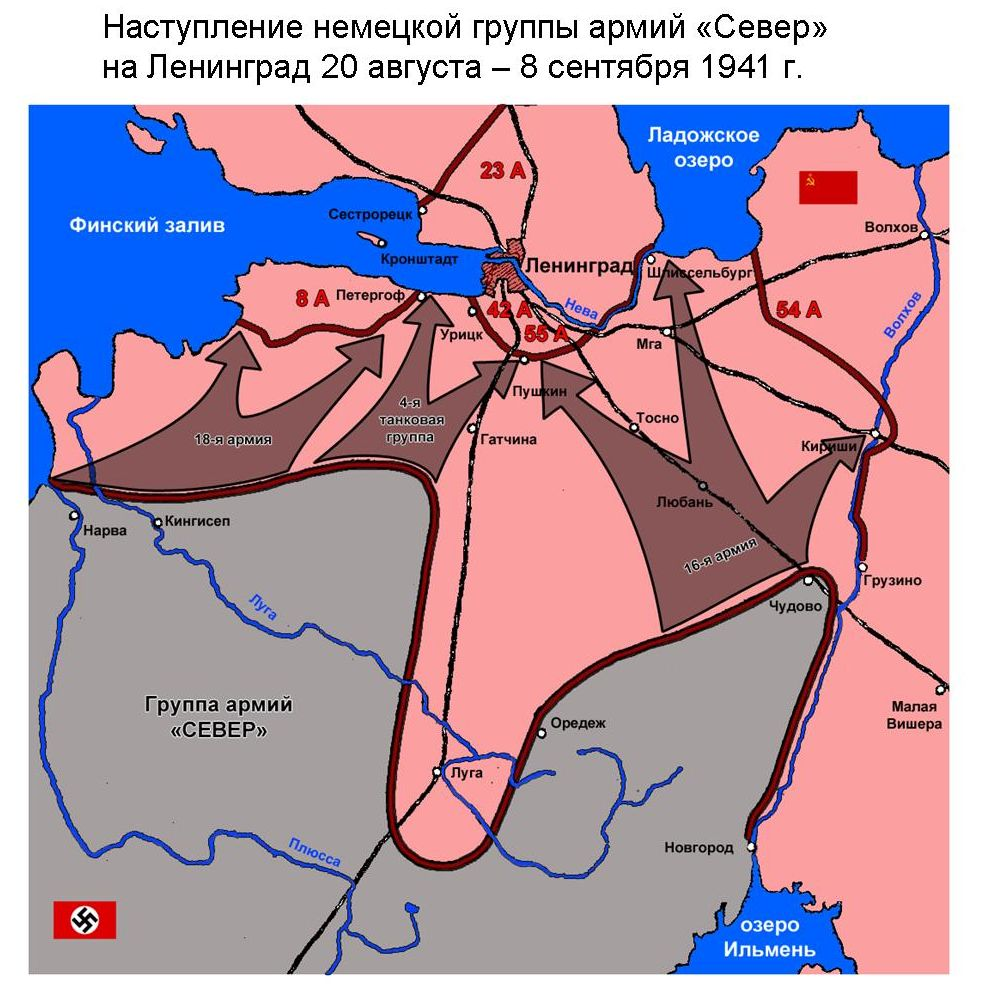
Avance finale sur Léningrad.

Pour l'attaque finale contre la ville, le XXXIXe corps de blindés allemand est transféré du groupe d'armées Centre au groupe d'armées Nord. Il est ordonné de couper la ville du reste de l'Union soviétique, en contournant la ville par l'est. Le Ier corps d'armée devra avancer vers le nord le long de la rive gauche de la rivière Volkhov en direction de Kirichi, couvrant le flanc droit du XXXIXe corps.
Avec l'aggravation de la crise, la Stavka assigne les 4e, 52e et 54e armées nouvellement mobilisées le long et à l'est de la rivière Volkhov. La Stavka approuve également la formation de deux nouvelles armées : la 42e et la 55e, qui défendront Léningrad elle-même.
La principale poussée allemande sur Leningrad devra être exécutée par le XXXXIe corps de blindés, en coopération avec le XXXVIIIe corps d'armée sur son flanc gauche. Au sud, entre Gatchina et Mga, les Le et XXVIIIe corps d'armée devront attaquer la ceinture sud autour de Léningrad.
Les 25 et 26 août, les deux corps attaquent. Le XXXIXe corps capture Liouban le même jour et avance vers la rivière Neva. Le 1er septembre, le XXXIXe corps s'empare de Mga et coupe la dernière liaison ferroviaire vers Léningrad. Le 8 septembre, la 20e division motorisée s'empare de Chlisselbourg sur les rives du lac Ladoga, fermant ainsi la dernière route terrestre hors de Léningrad.
Entre-temps, la XXXXIe Panzerdivision, appuyée par l’infanterie de von Chappuis, coupe les lignes soviétiques et avance de près de 10 kilomètres et exerce une pression supplémentaire sur la ligne se rétrécissant autour de Léningrad et de la région d’Oranienbaum.
Au sud également, les positions défensives soviétiques commencent à s'effondrer : Krasnoïe Selo est perdue le 12 septembre et Krasnogvardeysk (Gatchina) le 13 septembre. Les restes de la division blindée du général Baranov continuent à se retirer, occupant de nouvelles positions sur les hauteurs de Poulkovo, la dernière ligne de défense à l'approche sud-ouest de Léningrad.
À la mi-septembre 1941, deux événements eurent un impact sérieux sur le cours des événements autour de Léningrad. Le 14 septembre, Gueorgui Joukov arrive à Léningrad pour remplacer le maréchal Vorochilov et ordonne des contre-mesures immédiates pour repousser les troupes allemandes. À la même époque, Adolf Hitler avait changé d’avis sur Léningrad. Il décide alors que le groupe d'armées Nord ne doit pas occuper la ville, mais l'encercler et l'affamer jusqu'à sa reddition. Il ordonne également au furieux von Leeb de transférer toutes ses unités blindées et la 4e Panzerarmee au groupe d'armées Centre pour la prochaine attaque sur Moscou, à l'exception du XXXIXe corps.
Du 14 au 21 septembre, la 18e armée continue de repousser le périmètre soviétique vers l'intérieur, isolant finalement la 8e armée soviétique dans la poche d'Oranienbaum contre le golfe de Finlande. Le 17 septembre, Tsarskoïe Selo, dans la ville de Pouchkine, est occupée par les troupes allemandes. Pendant cette période, les 41e et 56e corps blindés et le QG de la 4e Panzerarmee sont retirés de la ligne de front pour participer à la bataille de Moscou, et l'avancée allemande s'arrêta.

## Résultats des opérations
À grands frais, les Soviétiques ont tenu la ligne Louga pendant 45 jours : du 10 juillet au 24 août, date à laquelle les troupes allemandes prennent Louga. Jusqu'au 10 juillet, la progression quotidienne moyenne des Allemands est d'environ 26 kilomètres par jour ; puis cela tombe à 5 kilomètres par jour et en août à 2,2 kilomètres par jour. L'arrêt et le retard de l'avancée allemande ont permis aux dirigeants soviétiques de prendre des mesures importantes concernant la défense de Léningrad, notamment la formation et l'entraînement de nouvelles unités militaires. Par ailleurs, entre le 29 juin et le 27 août 1941, 488 703 civils sont évacués de Léningrad.
Les forces soviétiques en retraite (et les civils) étaient coupées du continent soviétique à Léningrad, isolées de la majeure partie du territoire contrôlé par les Soviétiques par les Finlandais et le lac Ladoga. Malgré de nombreuses tentatives coûteuses, les Soviétiques ne lèvent complètement le siège qu’en janvier 1944.
Les opérations ultérieures se poursuivront en périphérie de Léningrad, y compris les 1re et 2e offensives de Siniavino du 10 septembre au 28 octobre 1941 et l'opération défensive de Tikhvine du 16 octobre au 18 novembre 1941.